# Flame Towers
Les Flame Towers sont un complexe résidentiel se situant à Bakou, en Azerbaïdjan. Son point culminant se situe à 190 mètres, hauteur de Flame Tower 1, la plus haute des trois tours. Le coût estimé du projet est de 350 millions de dollars. Sa construction a débuté en octobre 2007 pour une inauguration en avril 2012.

## Apparitions dans des films et séries
- Le bureau des légendes saison 3, 2017